# Maccaruni
I maccaruni o pizzarieddi sono un piatto tipico della cucina pugliese.

## Preparazione
Il piatto è preparato con maccheroni cavati, modellati con un tipico arnese di ferro (detto frizzulu o catùru) conditi con sugo di pomodoro e carne di capra o agnello.
Secondo un'altra ricetta vengono conditi con cime di rape (che sono racemi ancora non fioriti di Brassica rapa sylvestris), e un soffritto di acciughe, aglio non troppo cotto e olio d'oliva robusto.